# Terang
Terang – miasto w Australii, w stanie Wiktoria.